# Dibolia
Dibolia (лат.) — род жуков-листоедов (Chrysomelidae) из трибы земляные блошки (Alticini, Galerucinae). Около 30 видов в Африке, также известны в других регионах: Неотропика, Неарктика, Палеарктика. Мелкие жуки (около 5 мм) зеленоватого цвета. Обладают прыгательными задними ногами с утолщёнными бёдрами. Усики 11-члениковые (3-й сегмент короче первого). Глаза мелкие, широко отдалённые дорзально. Пронотум поперечный. 1-й членик задних лапок равен примерно 20 % длины задних голеней. Питаются растениями Lamiaceae, а также на Scrophulariceae, Asteraceae и Apicaeae.
- Dibolia alpestris Mohr, 1981
- Dibolia carpathica Weise, 1893
- Dibolia chevrolati Allard, 1861
- Dibolia cryptocephala Koch, 1803
- Dibolia cynoglossi Koch, 1803
- Dibolia depressiuscula Letzner, 1847
- Dibolia dogueti Mohr, 1981
- Dibolia femoralis Redtenbacher, 1849
- Dibolia foersteri Bach, 1859
- Dibolia iranica Mohr, 1981
- Dibolia kralii Mohr, 1981
- Dibolia magnifica Har. Lindberg, 1950
- Dibolia maura Allard, 1860
- Dibolia obtusa Wollaston, 1864
- Dibolia occultans Koch, 1803 typus
- Dibolia oudai Cizek, 2007
- Dibolia pelleti Allard, 1860
- Dibolia phoenicia Allard, 1866
- Dibolia rufofemorata Reitter, 1896
- Dibolia rugulosa Redtenbacher, 1849
- Dibolia russica Weise, 1893
- Dibolia schillingii Letzner, 1847
- Dibolia tibialis (Wang, 1992)
- Dibolia timida Illiger, 1807
- Dibolia turkmenica Yablokov-Khnzoryan, 1978
- Dibolia tyrrhenica Mohr, 1981
- Dibolia veyreti Doguet, 1975
- Dibolia weisei Mohr, 1981
- Dibolia zaitzevi Medvedev, 1980